# Bầu cử thống đốc tiểu bang Hoa Kỳ, 2020
Bầu cử thống đốc tiểu bang Hoa Kỳ năm 2020 sẽ được tổ chức vào ngày 3 tháng 11 năm 2020, tại 11 tiểu bang và hai vùng lãnh thổ. Ngoài ra, các cuộc bầu cử đặc biệt có thể diễn ra (tùy thuộc vào luật tiểu bang) nếu các ghế quản lý khác bị bỏ trống. Các cuộc bầu cử tổng thống trước đây cho nhóm các tiểu bang này diễn ra vào năm 2016, ngoại trừ ở New Hampshire và Vermont, nơi các thống đốc chỉ phục vụ nhiệm kỳ hai năm và bầu các thống đốc hiện tại của họ vào năm 2018. Chín thống đốc tiểu bang đang tranh cử để tái đắc cử,  trong khi đảng Dân chủ Steve Bullock ở Montana không thể tái tranh cử do giới hạn nhiệm kỳ và đảng viên Cộng hòa Gary Herbert của Utah sẽ nghỉ hưu.
Ngoài các cuộc bầu cử thống đốc tiểu bang, các lãnh thổ Samoa thuộc Mỹ và Puerto Rico cũng đang tổ chức các cuộc bầu cử thống đốc của họ. Thống đốc Puerto Rico Wanda Vázquez Garced đã mất chức vụ sơ bộ của Đảng Cấp tiến Mới vào tay Pedro Pierluisi, trong khi Lolo Matalasi Moliga của American Samoa không thể tái tranh cử do giới hạn nhiệm kỳ.
Cuộc bầu cử thống đốc tiểu bang năm 2020 sẽ diễn ra đồng thời với cuộc bầu cử tổng thống, bầu cử Hạ viện và Thượng viện, cùng nhiều cuộc bầu cử cấp tiểu bang và địa phương.